# Suezmax

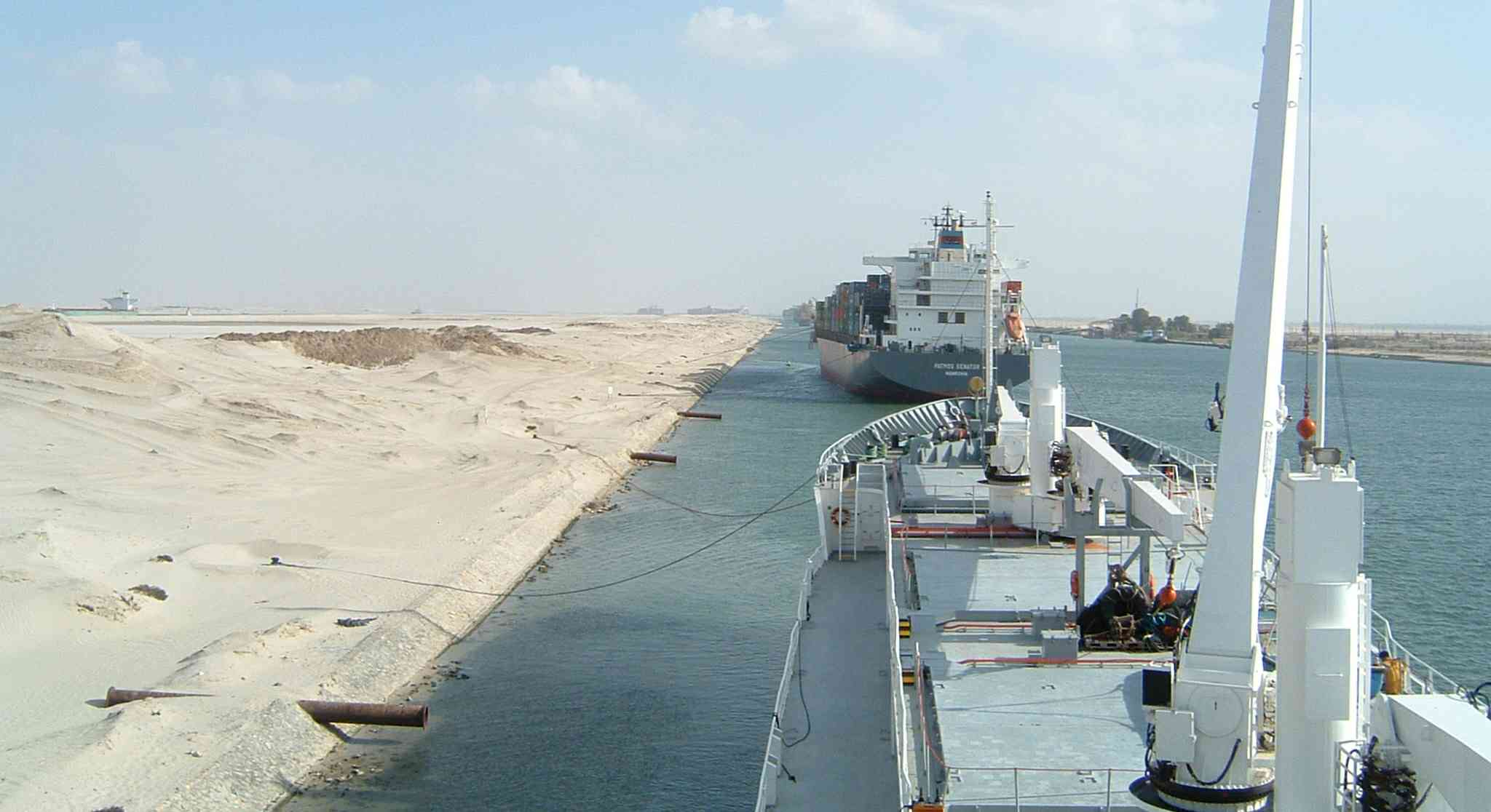
Navires accostés sur berge au by-pass d'El Ballah.

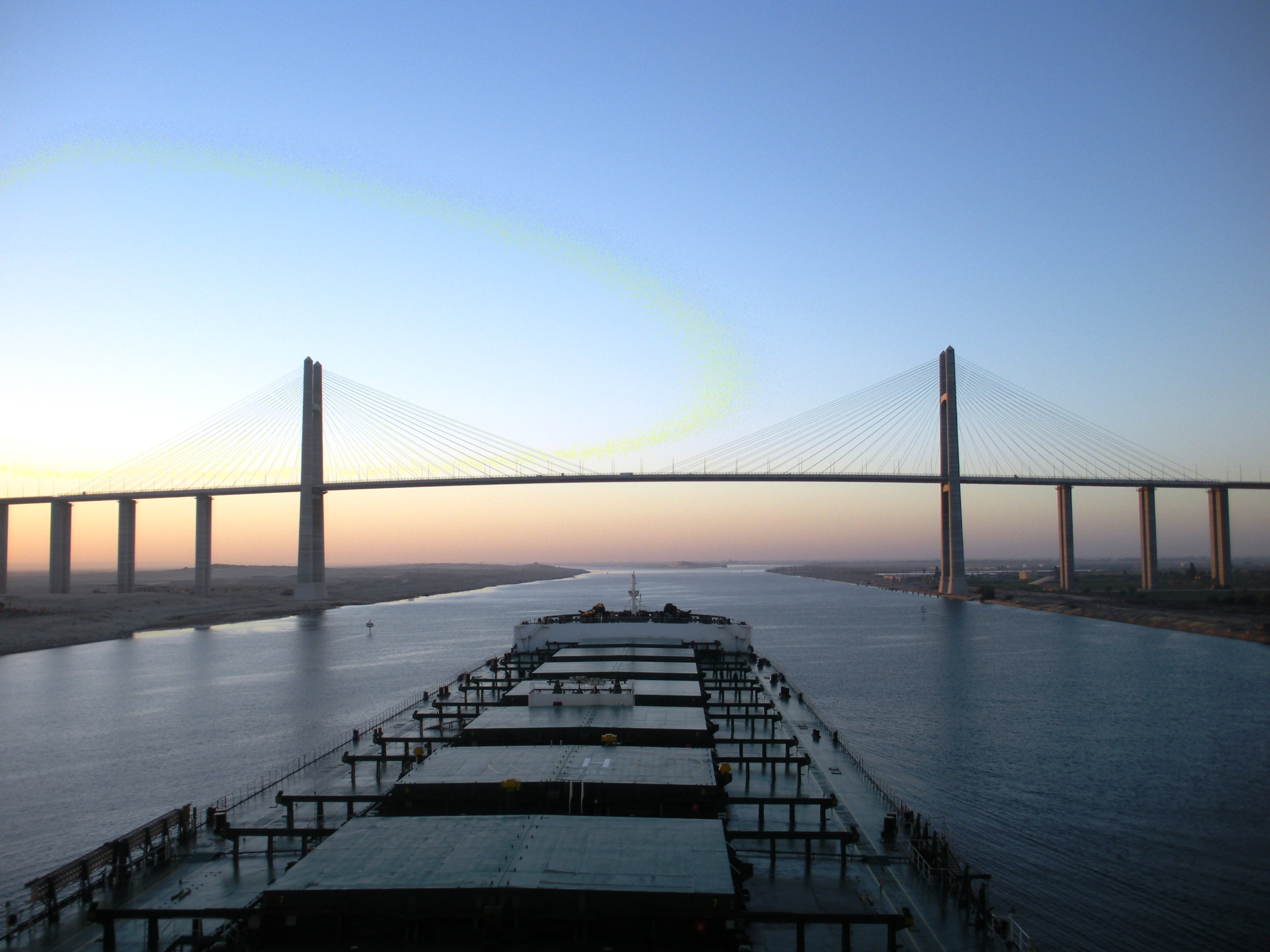
Pont de l'amitié égypto-japonaise sur le canal de Suez, limitant le tirant d'air des navires Suezmax.

Comparaison de l'encombrement du Suezmax à d'autres standard de navires (vue isométrique).

Les navires de taille Suezmax sont ceux capables de passer à pleine charge par le canal de Suez ; ce terme est plus couramment employé pour désigner les navires pouvant passer par ce canal mais trop gros pour passer par d'autres canaux importants comme le canal de Panamá (appelés Panamax). On parle de Suezmax surtout pour les pétroliers ; depuis les dragages de 2009, peu d'autres types de navires sont concernés. Les navires trop grands pour passer par le canal de Suez sont appelés Capesize, car ils doivent passer par le cap de Bonne-Espérance.
Le canal de Suez ne comprend pas d'écluses ; la seule véritable limite est donc le tirant d'eau, de 20,10 mètres maximum dans le canal principal. La longueur n'est pas restreinte, en revanche le tirant d'air est limité à 68 mètres par le pont du Canal de Suez (tablier à 70 mètres au-dessus de l'eau), et la largeur à 77,49 mètres. L'autorité du canal produit des tableaux de largeur et tirant d'eau admissibles, ceux-ci pouvant varier.
La taille typique d'un navire Suezmax est de 160 000 tpl.